# Đảo Iceberg
Đảo Iceberg là một hòn đảo thuộc quần đảo San Juan, tiểu bang Washington, Hoa Kỳ. Đảo nằm cạnh mũi Iceberg, thuộc đảo Lopez.